# Tiol
Tioli so organske spojine, ki vsebujejo funkcionalno skupino iz žveplovega atoma, na katerega je vezan vodikov (-SH). Ta funkcionalna skupina je analogna alkoholni (-OH), le da ima namesto kisika žveplo. Funkcionalni skupini pravimo tiolna oz. sulfhidrilna skupina. Starejše poimenovanje za tiol je merkaptan, ki se ponekod še vedno uporablja.
Po IUPAC-ovi nomenklaturi imajo tioli končnico -tiol, podobno kot -ol pri alkoholih. Spojina CH3SH se tako imenuje metantiol. Po starejšem poimenovanju imajo te spojine končnico merkaptan. Prej omenjena spojina bi bila torej metil merkaptan, podobno kot imenujemo spojino CH3OH metanol oz. metilni alkohol.
Mnogi tioli so pri standardnih pogojih brezbarvne kapljevine z vonjem, ki spominja na česen. Vonj je pogosto močan in odvraten, posebej pri tiolih z nizko molekulsko maso in človek ga lahko zazna pri izredno nizki koncentraciji hlapov. Zaradi te lastnosti se uporabljajo (predvsem etanetiol) kot dodatek zemeljskemu plinu, ki je sicer brez vonja, da je možno hitro zaznati puščanje plina.